# Acalypha leptomyura
Acalypha leptomyura är en törelväxtart som beskrevs av Henri Ernest Baillon. Acalypha leptomyura ingår i släktet akalyfor, och familjen törelväxter. Inga underarter finns listade i Catalogue of Life.